# اسکی ایقریق
اسکی ایقریق (ایقریق قدیمی) (به لاتین: Əski İqrığ) یک منطقه مسکونی در جمهوری آذربایجان است که در شهرستان قوبا واقع شده است. اسکی ایقریق ۳۲۵ نفر جمعیت دارد.